# Gilbert G. Groud
Gnangbei Gilbert, dit Groud G. Gilbert (né vers 1956 à Glacon, sous-Préfecture de Toulepleu) est un artiste ivoirien, infographiste, illustrateur, peintre et auteur de bande dessinée.

## Biographie
Fils d'un sculpteur et d'une chanteuse, Gnangbei Gilbert étudie les Arts à l’Institut national des arts d'Abidjan de 1979 en 1986. Il prend comme pseudonyme artistique Groud. En 1982, il remporte le concours « Un timbre contre le tabac » organisé par l’Institut national de santé publique ivoirien. En 1986, il entre à l'agence de publicité Lintas, qui cherchait un maquettiste. Dans les années suivantes, il travaille directeur artistique dans différentes agences de communication. Il développe parallèlement une carrière de peintre.
En 2003, Albin Michel publie son premier album de bande dessinée, Magie noire, consacré à la sorcellerie en Afrique. Un second volume est publié en 2008 par Vent des savanes.

## Œuvres de Groud G. Gilbert
- Magie noire :

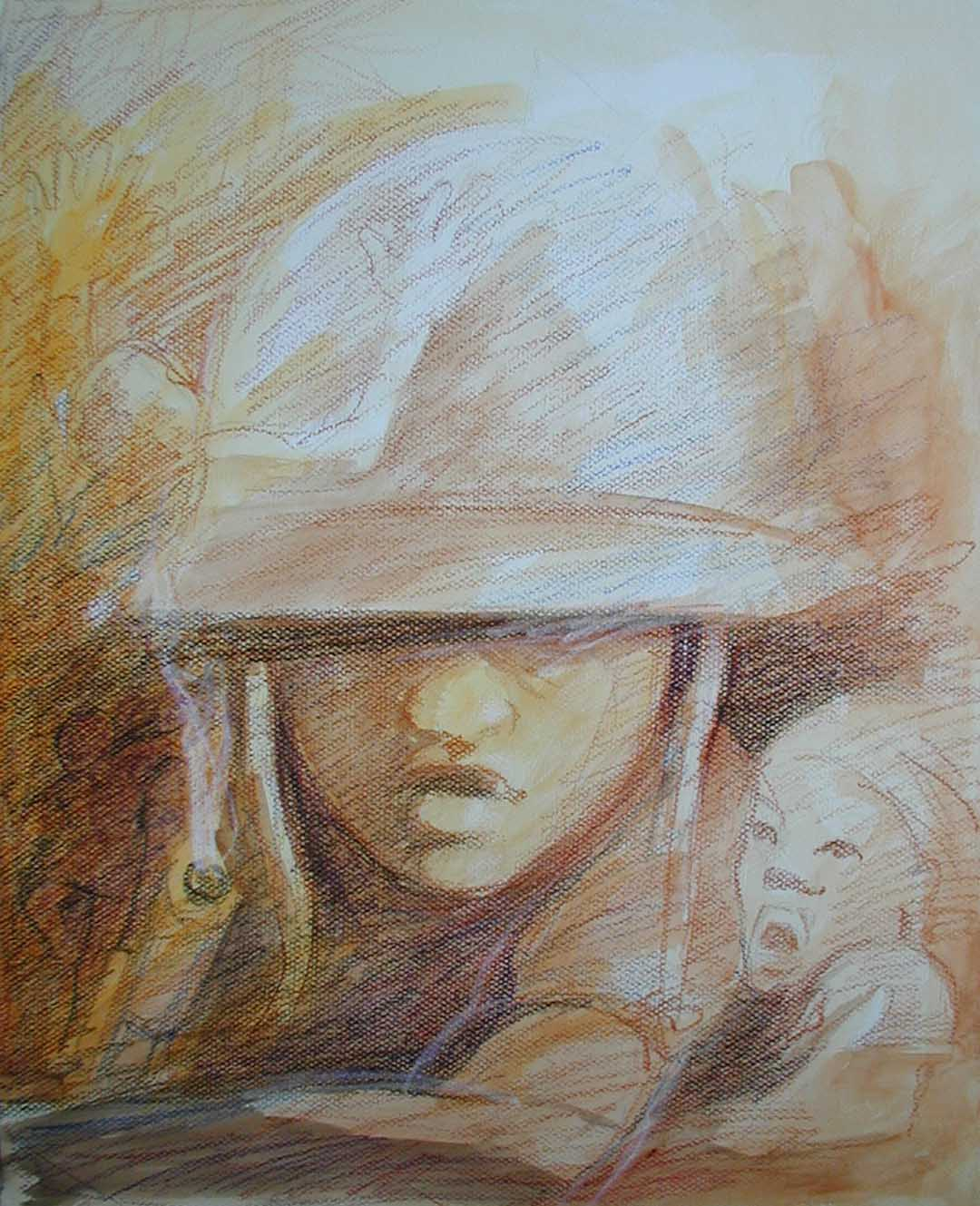
Enfant soldat en Côte d'Ivoire, Afrique, œuvre de 2007.

1. Magie noire, Albin Michel, 2003  (ISBN 2-226-13642-8).
2. Magie noire 2, Vent des savanes, 2008  (ISBN 978-2-356-26011-6).